# Lindås
Lindås és un antic municipi situat al comtat de Hordaland, Noruega. Té 15.607 habitants (2016) i la seva superfície és de 474,99 km². El centre administratiu del municipi és el poble de Knarvik.